# Kustaa Rovio
Gustav (Kustaa) Adolf Rovio (hed tidligere Ravelin), født 23. januar 1887 i Sankt Petersborg, død 21. april 1938 i Sovjetunionen, var en finsk politiker.
Han var oprindeligt metalarbejder i Sankt Petersborg og sluttede sig i 1905 til både det russiske bolsjevikparti og til det finske socialdemokratiske parti. I 1917 var han militschef i Helsingfors.
Rovio virkede flere gange som Vladimir Lenins personlige tolk i Finland og han tilbød ham i sommaren 1917 frit ophold i sin bolig ved Hagnäs torg. Efter de rødes nederlag i den finske borgerkrig flygtede Rovio til Rusland. Der var han mellem 1920 og 1926 politisk kommissær ved den finske officersskole i Petrograd. I 1929 blev han udnævnt til partileder i den daværende karelske republik og samarbejdede intimt med dennes regeringschef Edvard Gylling.
I lighed med Gylling blev han fjernet i 1935 og anklaget for finsk nationalisme. Han blev arresteret og efterfølgende dømt til døden.
1. ↑  Navnet er anført på engelsk og stammer fra Wikidata hvor navnet endnu ikke findes på dansk.